# Loon Lake, Ontario
Loon Lake är en sjö i Algoma District i provinsen Ontario i den sydöstra delen av Kanada. Loon Lake ligger 247 meter över havet. Sjön har sitt utlopp i norr och vattnet rinner vidare en kort sträcka till Matinenda Lake. Loon Lake tillhör Blind Rivers avrinningsområde.